# エドガルス・リンケービッチ
エドガルス・リンケービッチ（Edgars Rinkēvičs、1973年9月21日 - ）は、ラトビアの政治家、公務員。現在の大統領で元外務大臣。所属政党は統一。

## 若齢期と教育
リンケービッチは、ユールマラの高校で教育を受けた後に、ラトビア大学で歴史・哲学で学士号を1995年に取得した。その後、1997年に政治学の修士号を取得し、続いてオランダのフローニンゲン大学で別の修士号を取得した。

## キャリア
1993年、リンケービッチはラトビアのラジオで外交政策と国際関係について報道するジャーナリストとして働き始めた。 1995年に、彼は国防省に就任し、翌年には彼の内部部門のディレクターになった。 1997年5月、彼は国防政策担当副国務長官になり、その後国務長官になった。 
1998年から2004年の間、リンケビッチは「Latvijas Ceļš)」政党のメンバーだった。 1998年2月、彼は米国とバルト海のパートナーシップ憲章に関する議論に関与するようになった。 2002年から2003年まで、NATO （代表団副長官）への加盟を交渉するラトビア代表団のメンバーだった。 2011年までに、彼はラトビア大統領の在外公館庁長官に任命された。同年10月、リンケービッチは、ヴァルディス・ドンブロウスキス政権に、外務大臣として加わった。 2012年1月、彼の党は、Zatlera Reformu partijaと与党連合を正式にを結んだ。 2014年に彼は議会選挙に立候補し、議会に選出された。ライムドータ・ストラウユマの第二次政府で再び外務大臣を務める。 
2014年11月6日、彼は自分が同性愛者であることをTwitterで公表した。  これにより、彼はラトビアで最初に同性愛者であると発表した議員になり、当時の旧東側諸国で最も著名な同性愛者であることを公然としてる同性愛者の政治家だった。 
彼は、マーリス・クチンスキス（2016–19）とクリシュヤーニス・カリンシュ （2019年以降）の内閣で外務大臣として任命された。
2023年5月31日にラトビア議会で行われた大統領選挙では3回目の投票で過半数となる52票を獲得し、次期大統領に当選した。7月8日に就任。

## 政治的立場
リンケービッチは、イスラエルとバーレーンの間に完全な外交関係が確立されたというニュースを歓迎すると述べた。 
リンケービッチは、紛争地域のナゴルノ・カラバフでの敵対行為の激化に深い懸念を表明し、アルメニアとアゼルバイジャンに戦闘を直ちに停止し、平和的解決に向けて前進するよう求めた。 